# Kląskawka syberyjska
Kląskawka syberyjska (Saxicola maurus) – gatunek małego ptaka z rodziny muchołówkowatych (Muscicapidae). W sezonie lęgowym zamieszkuje Azję i wschodnią Europę, zimuje w południowych rejonach Azji i północno-wschodniej Afryce. Do Polski zalatuje wyjątkowo (pierwsze potwierdzone stwierdzenie w 2015, drugie w 2016), nie gniazduje.

## Systematyka i występowanie
Systematyka tego gatunku jest kwestią sporną. Międzynarodowy Komitet Ornitologiczny (IOC) wyróżnia pięć podgatunków S. maurus:
- Saxicola maurus hemprichii – wschodnia Ukraina i północny Azerbejdżan do północnych i północno-zachodnich wybrzeży Morza Kaspijskiego.
- Saxicola maurus variegatus – południowo-wschodnia Turcja i Kaukaz Południowy do północnego i zachodniego Iranu.
- kląskawka syberyjska (Saxicola maurus maurus) – wschodnia Finlandia i północna oraz wschodnia europejska część Rosji do Mongolii i Pakistanu.
- kląskawka himalajska (Saxicola maurus indicus) – północno-zachodnie i środkowe Himalaje.
- kląskawka czarnogardła (Saxicola maurus przewalskii) – Tybet do środkowych Chin, północna Mjanma, północna Tajlandia.

Do gatunku S. maurus bywa też wliczany podgatunek Saxicola maurus stejnegeri (kląskawka wschodnia), zamieszkujący wschodnią Syberię i wschodnią Mongolię po Koreę i Japonię; takson ten jest przez niektórych (w tym przez IOC) podnoszony do rangi gatunku.
Kląskawka syberyjska przez niektórych autorów bywa włączana do kląskawki afrykańskiej (Saxicola torquatus).

## Morfologia
Długość ciała wynosi 12,5 cm, rozpiętość skrzydeł 18–20 cm. Skrzydło mierzy 69–77 mm, dziób 13 mm. U samców głowa i wierzch ciała czarne. Po bokach szyi białe plamy, zachodzą na kark dalej niż u kląskawki. Kuper i lusterko czysto białe. Spód ciała biały, na piersi mała czerwonopomarańczowa plama. Samice i osobniki młodociane przypominają kląskawki, jednakże są jaśniejsze. Brew jasna, biały pasek na skrzydłach i biała plama na lotkach drugorzędowych.

## Status i ochrona
Międzynarodowa Unia Ochrony Przyrody (IUCN) nie uznaje kląskawki syberyjskiej za osobny gatunek i włącza ten takson do kląskawki afrykańskiej (Saxicola torquatus), klasyfikowanej jako gatunek najmniejszej troski (LC, Least Concern).
Na terenie Polski kląskawka syberyjska jest objęta ścisłą ochroną gatunkową.